# Nuovo Club Liberale
Nuovo Club Liberale (in giapponese: 新自由クラブ, Shin-jiyū-kurabu) fu un partito politico giapponese di orientamento conservatore moderato.
Fu fondato nel 1976 in seguito ad una scissione dal Partito Liberal Democratico; la frattura si ricompose nel 1986, attraverso il ricongiungimento delle due forze politiche.

## Risultati
| Elezione          | Voti      | %    | Seggi    |
| ----------------- | --------- | ---- | -------- |
| Parlamentari 1976 | 2.363.985 | 4,18 | 17 / 511 |
| Parlamentari 1979 | 1.631.812 | 3,02 | 4 / 511  |
| Parlamentari 1980 | 1.766.396 | 2,99 | 12 / 511 |
| Parlamentari 1983 | 1.341.584 | 2,36 | 8 / 511  |
| Parlamentari 1986 | 1.114.800 | 1,84 | 6 / 512  |